# Paris Université Club (pallacanestro)
Il Paris Université Club o PUC è la squadra di pallacanestro dell'omonima polisportiva avente sede a Parigi, in Francia, e fondata nel 1906. Gioca nel campionato francese.
Disputa le partite interne nello Stade Charléty, che ha una capacità di 1.500 spettatori.

## Palmarès
- Campionato francese: 2

1946-47, 1962-63
- Coppa di Francia: 4

1954, 1955, 1962, 1963